# Brion (Vienne)
Pour les articles homonymes, voir Brion.
Brion est une commune du Centre-Ouest de la France, située dans le département de la Vienne  en région Nouvelle-Aquitaine.
Ses habitants sont appelés les Brionnais.

## Géographie

### Communes limitrophes
| Gençay             | Saint-Maurice-la-Clouère | Saint-Laurent-de-Jourdes |
| Magné              | Brion                    | Bouresse                 |
| La Ferrière-Airoux | Saint-Secondin           |                          |

### Géologie et relief
La région de Brion présente un paysage de plaines vallonnées plus ou moins boisées. Le terroir se compose :
- d'argile à silex peu profonde pour 43 %, de Terres fortes pour 19 % et de bornais (ce sont des sols brun clair sur limons, profonds et humides, à tendance siliceuse) pour 19 % sur les plateaux du seuil du Poitou ;
- de groies superficielles pour 18 % dans les plaines. Les groies sont des terres du Sud-Ouest de la France, argilo-calcaires, peu profondes  - en général de moins de 50 cm d’épaisseur – et  plus ou moins riches en cailloux. Elles sont fertiles et saines et donc, propices à la polyculture céréalière mais elles s’assèchent vite.

### Hydrographie
La commune est traversée par la Clouère sur une longueur de 6 km.

### Climat
Pour des articles plus généraux, voir Climat de la Nouvelle-Aquitaine et Climat de la Vienne.
Historiquement, la commune est exposée à un climat océanique du nord-ouest.  
En 2020, Météo-France publie une typologie des climats de la France métropolitaine dans laquelle la commune est exposée à un climat océanique altéré et est dans la région climatique  Poitou-Charentes, caractérisée par un bon ensoleillement, particulièrement en été et des vents modérés.
Pour la période 1971-2000, la température annuelle moyenne est de 11,8 °C, avec une amplitude thermique annuelle de 14,9 °C. Le cumul annuel moyen de précipitations est de 811 mm, avec 11,4 jours de précipitations en janvier et 6,9 jours en juillet. Pour la période 1991-2020, la température moyenne annuelle observée sur la station météorologique la plus proche, située sur la commune de La Ferrière-Airoux à 6,47 km à vol d'oiseau, est de 12,4 °C et le cumul annuel moyen de précipitations est de 762,1 mm,. Pour l'avenir, les paramètres climatiques de la commune estimés pour 2050 selon différents scénarios d’émission de gaz à effet de serre sont consultables sur un site dédié publié par Météo-France en novembre 2022.

## Urbanisme

### Typologie
Au 1er janvier 2024, Brion est catégorisée commune rurale à habitat dispersé, selon la nouvelle grille communale de densité à sept niveaux définie par l'Insee en 2022.
Elle est située hors unité urbaine. Par ailleurs la commune fait partie de l'aire d'attraction de Poitiers, dont elle est une commune de la couronne,. Cette aire, qui regroupe 97 communes, est catégorisée dans les aires de 200 000 à moins de 700 000 habitants,.

### Occupation des sols
L'occupation des sols de la commune, telle qu'elle ressort de la base de données européenne d’occupation biophysique des sols Corine Land Cover (CLC), est marquée par l'importance des territoires agricoles (84,3 % en 2018), en diminution par rapport à 1990 (87,9 %). La répartition détaillée en 2018 est la suivante : 
terres arables (45,9 %), zones agricoles hétérogènes (36,1 %), forêts (14 %), prairies (2,4 %), zones urbanisées (1,6 %), milieux à végétation arbustive et/ou herbacée (0,1 %). L'évolution de l’occupation des sols de la commune et de ses infrastructures peut être observée sur les différentes représentations cartographiques du territoire : la carte de Cassini (XVIIIe siècle), la carte d'état-major (1820-1866) et les cartes ou photos aériennes de l'IGN pour la période actuelle (1950 à aujourd'hui).

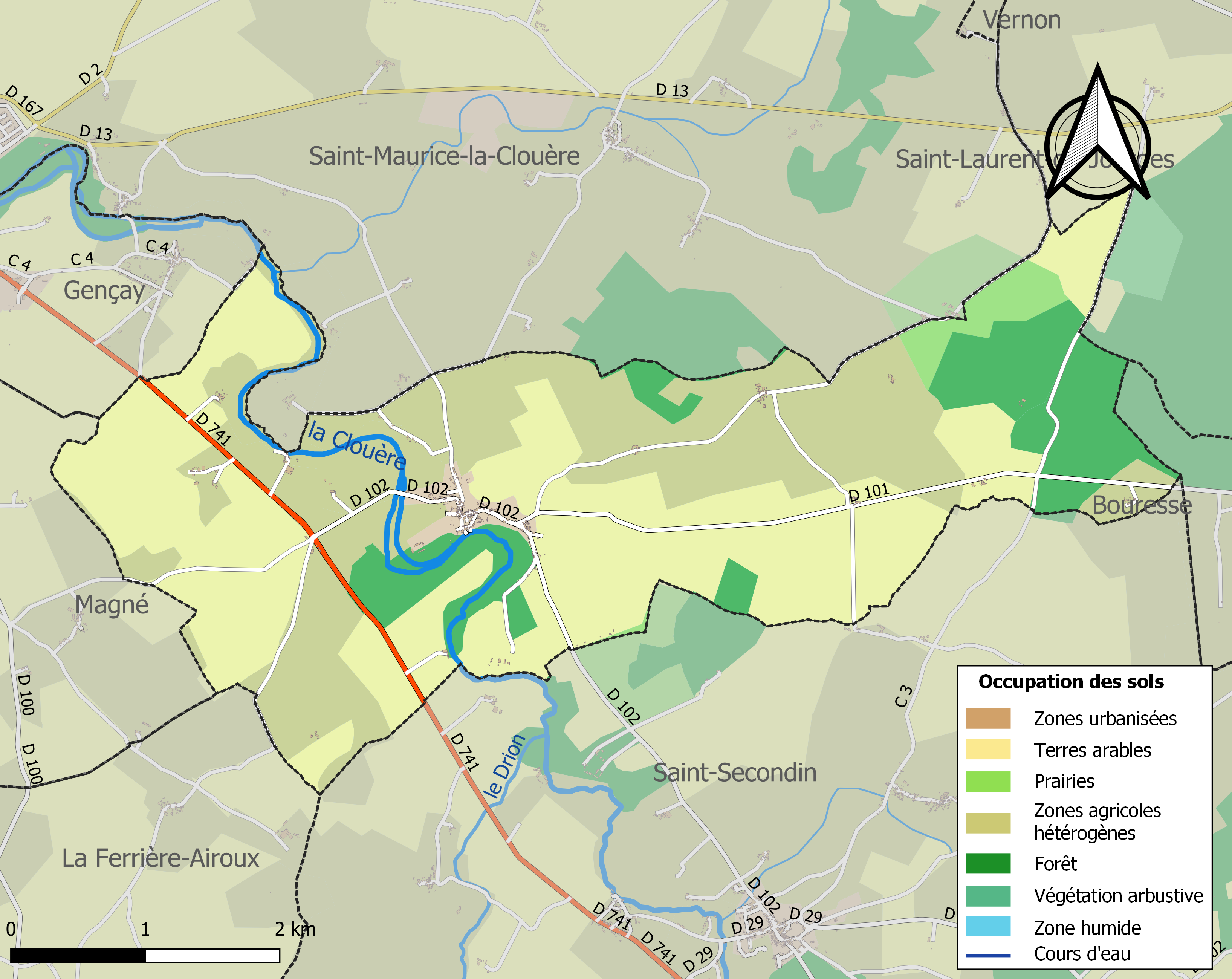
Carte des infrastructures et de l'occupation des sols de la commune en 2018 (CLC).

### Risques majeurs
Le territoire de la commune de Brion est vulnérable à différents aléas naturels : météorologiques (tempête, orage, neige, grand froid, canicule ou sécheresse), inondations, mouvements de terrains et séisme (sismicité faible). Il est également exposé à deux risques technologiques,  le transport de matières dangereuses et le risque nucléaire. Un site publié par le BRGM permet d'évaluer simplement et rapidement les risques d'un bien localisé soit par son adresse soit par le numéro de sa parcelle.

#### Risques naturels
Certaines parties du territoire communal sont susceptibles d’être affectées par le risque d’inondation par débordement de cours d'eau, notamment la Clouère. La commune a été reconnue en état de catastrophe naturelle au titre des dommages causés par les inondations et coulées de boue survenues en 1982, 1983, 1993, 1995, 1999 et 2010,.

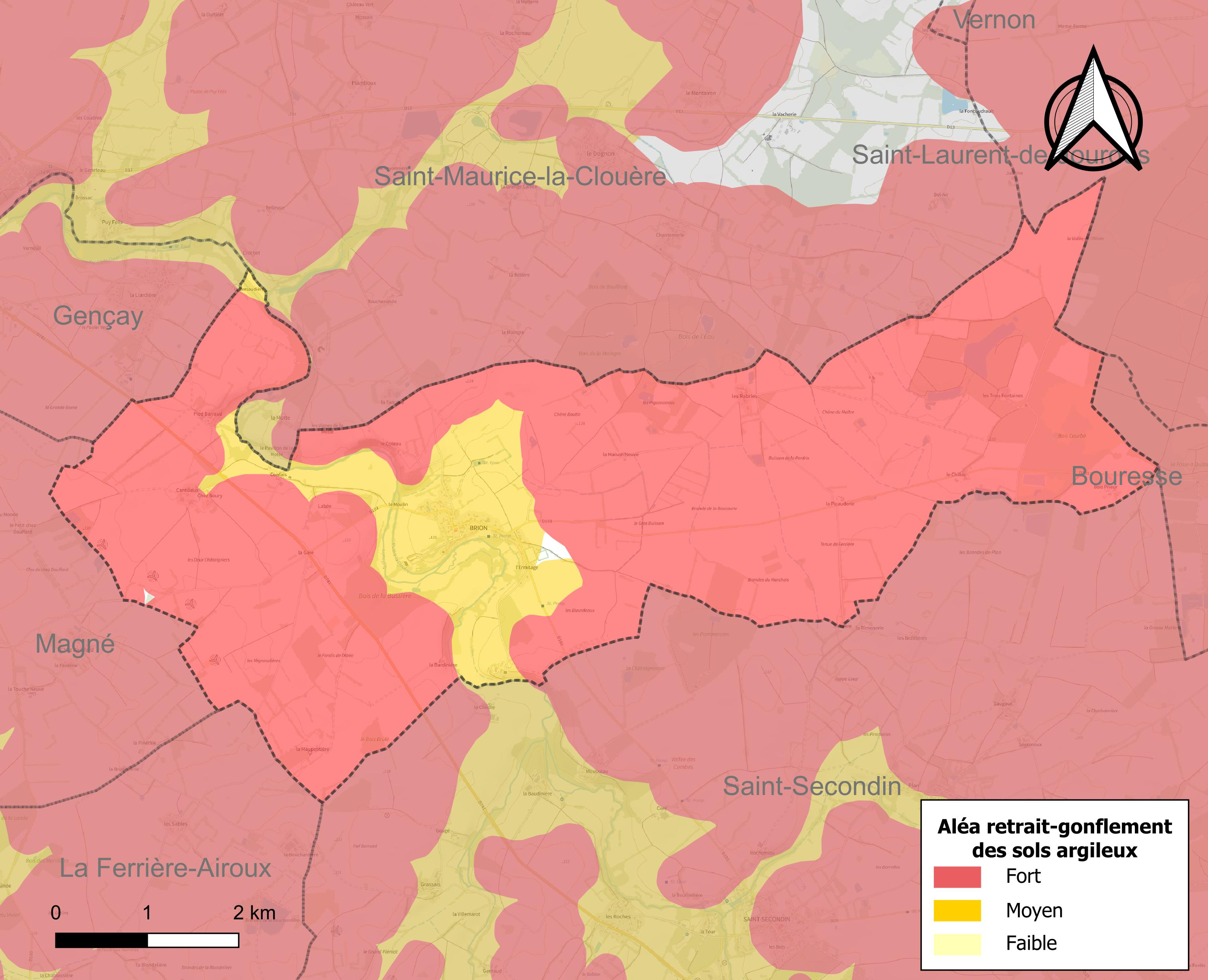
Carte des zones d'aléa retrait-gonflement des sols argileux de Brion.

Les mouvements de terrains susceptibles de se produire sur la commune sont des affaissements et effondrements liés aux cavités souterraines (hors mines) et des tassements différentiels. Afin de mieux appréhender le risque d’affaissement de terrain, un inventaire national permet de localiser les éventuelles cavités souterraines sur la commune. Le retrait-gonflement des sols argileux est susceptible d'engendrer des dommages importants aux bâtiments en cas d’alternance de périodes de sécheresse et de pluie. 99,8 % de la superficie communale est en aléa moyen ou fort (79,5 % au niveau départemental et 48,5 % au niveau national). Depuis le 1er octobre 2020, en application de la loi ÉLAN, différentes contraintes s'imposent aux vendeurs, maîtres d'ouvrages ou constructeurs de biens situés dans une zone classée en aléa moyen ou fort,.
La commune a été reconnue en état de catastrophe naturelle au titre des dommages causés par la sécheresse en 2011 et par des mouvements de terrain en 1999 et 2010.

#### Risque technologique
La commune étant située dans le périmètre du plan particulier d'intervention (PPI) de 20 km autour de la centrale nucléaire de Civaux, elle est exposée au risque nucléaire. En cas d'accident nucléaire, une alerte est donnée par différents médias (sirène, sms, radio, véhicules). Dès l'alerte, les personnes habitant dans le périmètre de 2 km se mettent à l'abri. Les personnes habitant dans le périmètre de 20 km peuvent être amenées, sur ordre du préfet, à évacuer et ingérer des comprimés d’iode stable,,.

## Politique et administration

### Liste des maires
| Période                                  | Période  | Identité        | Étiquette | Qualité |
| ---------------------------------------- | -------- | --------------- | --------- | ------- |
| Les données manquantes sont à compléter. |          |                 |           |         |
| avant 1988                               | ?        | Raymond Dauge   |           |         |
| mars 2001                                | En cours | Roland Thévenet |           |         |

### Instances judiciaires et administratives
La commune relève du tribunal d'instance de Poitiers, du tribunal de grande instance de Poitiers, de la cour d'appel  Poitiers, du tribunal pour enfants de Poitiers, du conseil de prud'hommes de Poitiers, du tribunal de commerce de Poitiers, du tribunal administratif de Poitiers et de la cour administrative d'appel  de  Bordeaux, du tribunal des pensions de Poitiers, du tribunal des affaires de la Sécurité sociale de la Vienne, de la cour d’assises de la Vienne.

## Démographie
L'évolution du nombre d'habitants est connue à travers les recensements de la population effectués dans la commune depuis 1793. Pour les communes de moins de 10 000 habitants, une enquête de recensement portant sur toute la population est réalisée tous les cinq ans, les populations de référence des années intermédiaires étant quant à elles estimées par interpolation ou extrapolation. Pour la commune, le premier recensement exhaustif entrant dans le cadre du nouveau dispositif a été réalisé en 2007.

En 2022, la commune comptait 221 habitants, en évolution de −5,15 % par rapport à 2016 (Vienne : +0,6 %, France hors Mayotte : +2,11 %).
| 1793 | 1800 | 1806 | 1821 | 1831 | 1836 | 1841 | 1846 | 1851 |
| ---- | ---- | ---- | ---- | ---- | ---- | ---- | ---- | ---- |
| 264  | 232  | 276  | 291  | 323  | 375  | 374  | 371  | 386  |

| 1856 | 1861 | 1866 | 1872 | 1876 | 1881 | 1886 | 1891 | 1896 |
| ---- | ---- | ---- | ---- | ---- | ---- | ---- | ---- | ---- |
| 360  | 369  | 400  | 400  | 437  | 425  | 511  | 491  | 467  |

| 1901 | 1906 | 1911 | 1921 | 1926 | 1931 | 1936 | 1946 | 1954 |
| ---- | ---- | ---- | ---- | ---- | ---- | ---- | ---- | ---- |
| 416  | 391  | 405  | 379  | 377  | 361  | 346  | 309  | 302  |

| 1962 | 1968 | 1975 | 1982 | 1990 | 1999 | 2006 | 2007 | 2012 |
| ---- | ---- | ---- | ---- | ---- | ---- | ---- | ---- | ---- |
| 299  | 278  | 224  | 203  | 197  | 203  | 237  | 242  | 248  |

| 2017 | 2022 | - | - | - | - | - | - | - |
| ---- | ---- | - | - | - | - | - | - | - |
| 226  | 221  | - | - | - | - | - | - | - |

En 2008, la densité de population de la commune était de 15 hab./km2, 61 hab./km2 pour le département, 68 hab./km2 pour la région Poitou-Charentes et 115 hab./km2 pour la France.

## Économie
Selon la direction régionale de l'Alimentation, de l'Agriculture et de la Forêt de Poitou-Charentes, il y a 13 exploitations agricoles en 2010 contre 9 en 2000. C'est une des rares communes du département de la Vienne qui a vu le nombre d'exploitations augmenter.
Les surfaces agricoles utilisées ont, paradoxalement, très légèrement diminué et sont passées de 917 hectares en 2000 à 911 hectares. Ces chiffres indiquent une concentration des terres sur un nombre plus faible d’exploitations. Cette tendance est conforme à l’évolution  constatée sur tout le département de la Vienne puisque de 2000 à 2007, chaque exploitation a gagné en moyenne 20 hectares.
59 % des surfaces agricoles sont destinées à la culture des céréales (blé tendre et surtout maïs pour les 3/4), 8 % pour les oléagineux (colza), 10 % pour le fourrage et 1 % reste en herbes.
6 exploitations en 2010 (contre 5 en 2000) abritent un élevage d'ovins (320 têtes en 2010 contre 745 têtes en 2000). Cette évolution est conforme à la tendance globale du département de la Vienne. En effet, le troupeau d’ovins, exclusivement destiné à la production de viande, a diminué de 43,7 % de 1990 à 2007. L'élevage de volailles a disparu en 2010 (94 têtes sur trois fermes en 2000).

## Culture locale et patrimoine

### Lieux et monuments

#### Patrimoine civil
- Église Saint-Martin de Brion.

La commune de Brion possède un souterrain-refuge situé sous l'église communale. Ce souterrain daterait du XIIe ou XIIIe siècle. De nos jours, son entrée est condamnée mais il fut accessible au public pendant très longtemps (jusqu'à la réhabilitation de la voirie).
L'entrée du souterrain se trouve au pied du transept nord de l'église. Elle permet d'accéder aux différentes salles présentes sous l'édifice. La pièce principale du refuge se trouve juste sous la nef, permettant ainsi aux réfugiés d'écouter la messe. De nos jours le souterrain compte trois pièces, l'ensemble est entièrement sous l'église, mais on peut distinguer deux portes, l'une sur la face Ouest et l'autre sur la face Est du refuge, pouvant déboucher sur d'autres pièces ou bien sur des couloirs menant vers des sorties assez éloignées permettant ainsi aux réfugiés de fuir en sécurité. La tradition raconte qu'il déboucherait dans une grotte située dans le jardin de la Baumière,.

#### Patrimoine naturel

##### Arbres remarquables
Selon l'Inventaire des arbres remarquables de Poitou-Charentes, il y a deux arbres remarquables sur la commune qui sont des chênes pédonculés.

##### Plateau de Fontcoudreau
Le plateau de Fontcoudreau est situé à une dizaine de kilomètres à l’est de Gençay. Le site est à cheval sur plusieurs communes : Brion, Dienné, Saint-Laurent-de-Jourdes, Saint-Maurice-la-Clouère et de Vernon. C'est une zone naturelle d'intérêt écologique, faunistique et floristique (ZNIEFF) qui couvre 6 % de la surface communale de Brion.
Le relief du plateau est très homogène. Son altitude moyenne est de l’ordre de 130 mètres. Il est constitué de calcaires et d’argiles lacustres. Sur ces sols de « terres fortes » très argileux, tantôt saturés ou calcaires, tantôt acides et riches en cailloux et blocs de meulières, plusieurs dizaines de mares ont été créées autrefois par l’homme pour l’extraction de marne. Ces mares sont dispersées au sein d’un paysage semi-naturel où les prairies pâturées et les haies bocagères dominent, interrompues par quelques bosquets.
Elles constituent de nos jours un habitat de choix pour une faune d’amphibiens d’une diversité exceptionnelle (12 espèces différentes recensées) qui a justifié son classement et sa protection. Y ont été recensés: 
- le Triton crêté : c’est une espèce menacée dans toute l’Europe de l’Ouest. On peut le découvrir dans la quasi-totalité des mares du plateau. De fortes densités, jusqu’à plus d’une centaine d’individus sur des mares dont la surface n’excède pas quelques m², ont pu être constatées par les naturalistes. Le Triton crêté est caractérisé par sa grande taille et sa face ventrale jaune maculée de taches noires. Cette espèce affectionne surtout les paysages ouverts tels que les prairies en zones bocagères, pourvus de mares assez profondes, bien éclairées et munies de berges en pente douce. C'est sur ces berges qu'ont lieu la ponte et le développement de ses larves. Devenus adultes, les tritons crêtés mènent une vie terrestre durant la plus grande partie de l’année en dehors des 3-4 mois que dure la période de reproduction marquée par des rituels de parade spectaculaires. Diurnes à l’état larvaires, ils deviennent nocturnes une fois adultes et se nourrissent alors de petits mollusques, de vers, de larves diverses et de têtards des autres amphibiens. D’octobre à mars, ils hivernent dans des galeries ou sous des pierres. Ils mènent, alors, une vie au ralentie au cours de laquelle ils ne se nourrissent pas. La raréfaction des paysages agricoles traditionnels avec l’arrachage des haies, les remembrements, le comblement des mares et la reconversion des prairies naturelles en cultures constituent aujourd’hui les principales menaces pesant sur l’espèce. Le maintien de réseaux de mares présentant des connexions entre elles (prairies naturelles, corridors de haies) et permettant le brassage des populations est une des conditions indispensables à sa survie.
- le triton marbré,
- la Rainette verte dont plus de 100 individus ont pu être comptés sur une seule mare de 100 m2 en zone bocagère,
- le Crapaud calamite qui se reproduit quant à lui dans les prairies et les jachères inondées.
- La Grenouille de Lesson,
- la Pélodyte ponctué.